# Salve Regina (Scarlatti, I)

Le premier Salve Regina en ré mineur du compositeur italien Alessandro Scarlatti est une antiphonie mariale, écrites sur l'antienne catholique. L'œuvre est conçue pour un chœur à quatre voix. Datée sur le manuscrit autographe de février 1703, Scarlatti emprunte le stile antico. Sa durée est d'environ 7 minutes et demi.

## Manuscrit
- GB-Cfm, MU. Ms. 225B[1] — manuscrit autographe

## Discographie
- Polifonia sacra a Napoli tra XVI e XVIII secolo : Salve Regina [I] ; Missa Pro Defunctis, etc. - Ensemble Vocale di Napoli, dir. Antonio Spagnolo (20-23 novembre 1993, Fonè 94F01) (OCLC 33015447)